# Niepruszewo

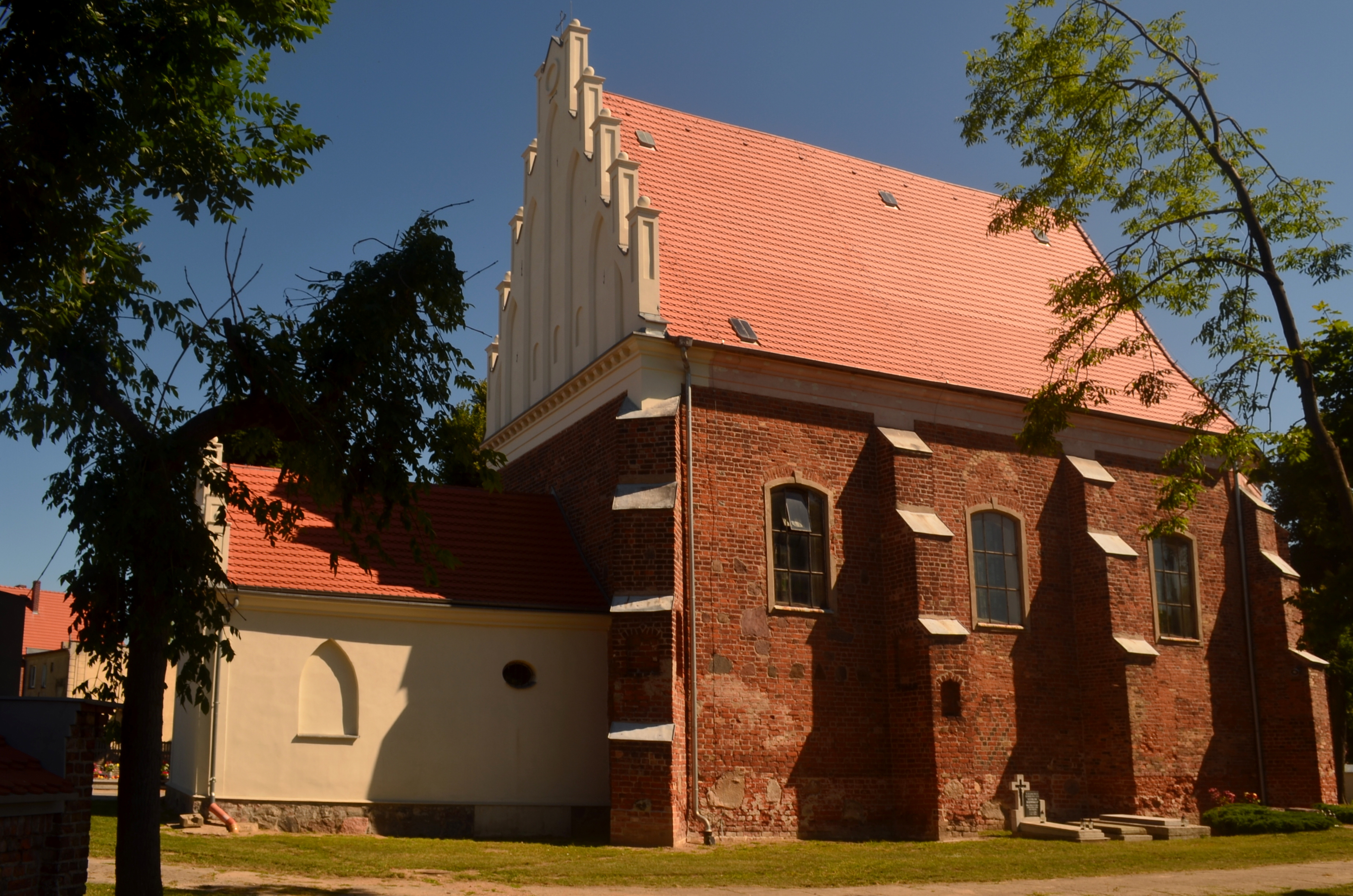
Dorfkirche in Niepruszewo

Niepruszewo (deutsch Niepruschewo, 1939–1945 Seehofen) ist ein Dorf in Polen, in der Gemeinde Buk, in der Woiwodschaft Großpolen.
Der Ort liegt 8 Kilometer nordöstlich von Buk und 22 Kilometer westlich von Posen, am Niepruszewskie See. Ende des 19. Jahrhunderts gehörte er dem Prinzen Heinrich Reuss-Schleiz. Sehenswert ist hier eine spätgotische katholische Kirche, die 1580 erbaut wurde.
Dank der Lage am See entwickelt sich Niepruszewo als Erholungsort. Das Dorf hat 1477 Einwohner.